# Congy
Congy és un municipi francès, situat al departament del Marne i a la regió del Gran Est. L'any 2007 tenia 266 habitants.

## Demografia

### Població
El 2007 la població de fet de Congy era de 266 persones. Hi havia 101 famílies, de les quals 23 eren unipersonals (4 homes vivint sols i 19 dones vivint soles), 35 parelles sense fills i 43 parelles amb fills.
La població ha evolucionat segons el següent gràfic:
Habitants censats

### Habitatges
El 2007 hi havia 131 habitatges, 112 eren l'habitatge principal de la família, 8 eren segones residències i 11 estaven desocupats. 127 eren cases i 3 eren apartaments. Dels 112 habitatges principals, 89 estaven ocupats pels seus propietaris, 19 estaven llogats i ocupats pels llogaters i 5 estaven cedits a títol gratuït; 2 tenien una cambra, 5 en tenien dues, 12 en tenien tres, 37 en tenien quatre i 57 en tenien cinc o més. 92 habitatges disposaven pel capbaix d'una plaça de pàrquing. A 52 habitatges hi havia un automòbil i a 47 n'hi havia dos o més.

### Piràmide de població
La piràmide de població per edats i sexe el 2009 era:
| Homes | Edats   | Dones |
| ----- | ------- | ----- |
| 0     | 95 o +  | 0     |
| 4     | 90 a 94 | 0     |
| 0     | 85 a 89 | 4     |
| 4     | 80 a 84 | 0     |
| 12    | 75 a 79 | 16    |
| 0     | 70 a 74 | 16    |
| 4     | 65 a 69 | 0     |
| 8     | 60 a 64 | 4     |
| 0     | 55 a 59 | 4     |
| 8     | 50 a 54 | 16    |
| 8     | 45 a 49 | 4     |
| 12    | 40 a 44 | 8     |
| 16    | 35 a 39 | 8     |
| 16    | 30 a 34 | 8     |
| 4     | 25 a 29 | 16    |
| 20    | 20 a 24 | 8     |
| 4     | 15 a 19 | 8     |
| 16    | 10 a 14 | 4     |
| 8     | 5 a 9   | 4     |
| 8     | 0 a 4   | 8     |

## Economia
El 2007 la població en edat de treballar era de 165 persones, 136 eren actives i 29 eren inactives. De les 136 persones actives 124 estaven ocupades (73 homes i 51 dones) i 13 estaven aturades (3 homes i 10 dones). De les 29 persones inactives 5 estaven jubilades, 9 estaven estudiant i 15 estaven classificades com a «altres inactius».

### Ingressos
El 2009 a Congy hi havia 112 unitats fiscals que integraven 262 persones, la mediana anual d'ingressos fiscals per persona era de 22.072 €.

### Activitats econòmiques
Dels 13 establiments que hi havia el 2007, 1 era d'una empresa extractiva, 2 d'empreses alimentàries, 7 d'empreses de comerç i reparació d'automòbils, 1 d'una empresa d'hostatgeria i restauració, 1 d'una empresa immobiliària i 1 d'una empresa classificada com a «altres activitats de serveis».
L'únic servei als particulars que hi havia el 2009 era una perruqueria.
Dels 3 establiments comercials que hi havia el 2009, 1 era una botiga de més de 120 m², 1 una botiga de menys de 120 m² i 1 una botiga de material de revestiment de parets i terra.
L'any 2000 a Congy hi havia 39 explotacions agrícoles que ocupaven un total de 975 hectàrees.

## Equipaments sanitaris i escolars
El 2009 hi havia 1 escola maternal i 1 escola elemental.

## Poblacions més properes
El següent diagrama mostra les poblacions més properes.